# Olympische Sommerspiele 2024/Teilnehmer (Pakistan)
| Gelbes Symbol für Goldmedaillen mit stilisierten Olympischen Ringen | Graues Symbol für Silbermedaillen mit stilisierten Olympischen Ringen | Braundes Symbol für Bronzemedaillen mit stilisierten Olympischen Ringen |
| ------------------------------------------------------------------- | --------------------------------------------------------------------- | ----------------------------------------------------------------------- |
| 1                                                                   | —                                                                     | —                                                                       |

Pakistan nahm an den Olympischen Spielen 2024 vom 26. Juli bis zum 11. August 2024 in Paris teil. Es war die insgesamt 19. Teilnahme an Olympischen Sommerspielen.

## Teilnehmer nach Sportarten

### Leichtathletik
Die Olympianormen des Weltverbandes konnte mit Arshad Nadeem im Speerwurf ein pakistanischer Leichtathlet erreichen.
Laufen und Gehen
| Athleten   | Wettbewerb | Vorlauf | Vorlauf | Halbfinale    | Halbfinale    | Finale        | Finale        | Rang          |
| Athleten   | Wettbewerb | Zeit    | Rang    | Zeit          | Rang          | Zeit          | Rang          | Rang          |
| ---------- | ---------- | ------- | ------- | ------------- | ------------- | ------------- | ------------- | ------------- |
| Frauen     |            |         |         |               |               |               |               |               |
| Faiqa Riaz | 100 m      | 12,49 s | 6       | ausgeschieden | ausgeschieden | ausgeschieden | ausgeschieden | ausgeschieden |

Springen und Werfen
| Athleten      | Wettbewerb | Qualifikation | Qualifikation | Finale     | Finale | Rang |
| Athleten      | Wettbewerb | Weite/Höhe    | Rang          | Weite/Höhe | Rang   | Rang |
| ------------- | ---------- | ------------- | ------------- | ---------- | ------ | ---- |
| Männer        |            |               |               |            |        |      |
| Arshad Nadeem | Speerwurf  | 86,59 m       | 4             | 92,97 m    | 1      | Gold |

### Schießen
Im bis zum 9. Juni 2024 laufenden Qualifikationszeitraum konnten drei Quotenplätze erreicht werden.
| Athleten                     | Wettbewerb               | Qualifikation   | Qualifikation | Finale          | Finale        |
| Athleten                     | Wettbewerb               | Ringe/ Scheiben | Rang          | Ringe/ Scheiben | Rang          |
| ---------------------------- | ------------------------ | --------------- | ------------- | --------------- | ------------- |
| Frauen                       |                          |                 |               |                 |               |
| Kishmala Talat               | 25 m Sportpistole        | 579             | 22            | ausgeschieden   | ausgeschieden |
| Kishmala Talat               | 10 m Luftpistole         | 567             | 31            | ausgeschieden   | ausgeschieden |
| Männer                       |                          |                 |               |                 |               |
| Ghulam Mustafa Bashir        | 25 m Schnellfeuerpistole | 581             | 15            | ausgeschieden   | ausgeschieden |
| Gulfam Joseph                | 10 m Luftpistole         | 571             | 22            | ausgeschieden   | ausgeschieden |
| Mixed                        |                          |                 |               |                 |               |
| Gulfam Joseph Kishmala Talat | 10 m Luftpistole         | 571             | 14            | ausgeschieden   | ausgeschieden |

### Schwimmen
| Athleten               | Wettbewerb     | Vorlauf     | Vorlauf | Halbfinale    | Halbfinale    | Finale        | Finale        | Rang |
| Athleten               | Wettbewerb     | Zeit        | Rang    | Zeit          | Rang          | Zeit          | Rang          | Rang |
| ---------------------- | -------------- | ----------- | ------- | ------------- | ------------- | ------------- | ------------- | ---- |
| Frauen                 |                |             |         |               |               |               |               |      |
| Jehanara Nabi          | 200 m Freistil | 2:10,69 min | 26      | ausgeschieden | ausgeschieden | ausgeschieden | ausgeschieden | 26   |
| Männer                 |                |             |         |               |               |               |               |      |
| Muhammad Ahmed Durrani | 200 m Freistil | 1:58,67 min | 25      | ausgeschieden | ausgeschieden | ausgeschieden | ausgeschieden | 25   |